# Ady Endre
Ady Endre (bis 1957 Eriu-Mețenț, ungarisch Érmindszent oder Adyfalva) ist ein zur Gemeinde Căuaș gehörendes Dorf im Kreis Satu Mare im Nordwesten Rumäniens.

## Lage
Ady Endre liegt im Nordwesten Rumäniens, ca. sechs Kilometer östlich von Căuaș. Die Entfernung zu Carei beträgt etwa 21 Kilometer.

## Geschichte
Das Dorf wurde erstmals 1320 als Mindzenth urkundlich erwähnt und gehörte damals zum ungarischen Komitat Szilágy. Später erhielt es den Namen Mindszent und wurde 1913 in Érmindszent umbenannt. Nachdem Ady Endre im Vertrag von Trianon Rumänien zugesprochen wurde, erhielt das Dorf den Namen Eriu-Mețenț. Im Jahre 1957 wurde es zum 80. Geburtstag des hier geborenen Dichters Endre Ady in Ady Endre umbenannt.

## Bevölkerung
| Jahr | Rumänen | Ungarn |
| ---- | ------- | ------ |
| 1715 | 18      | 90     |
| 1890 | 399     | 333    |
| 1910 | 369     | 413    |
| 1992 | 83      | 92     |
| 2002 | 83      | 84     |

Ady Endre hatte 2011 insgesamt 124 Einwohner, davon 84 Ungarn.

## Sehenswürdigkeiten
- Geburtshaus von Endre Ady mit 1957 eröffnetem Gedenkmuseum
- Reformierte Kirche

## Galerie

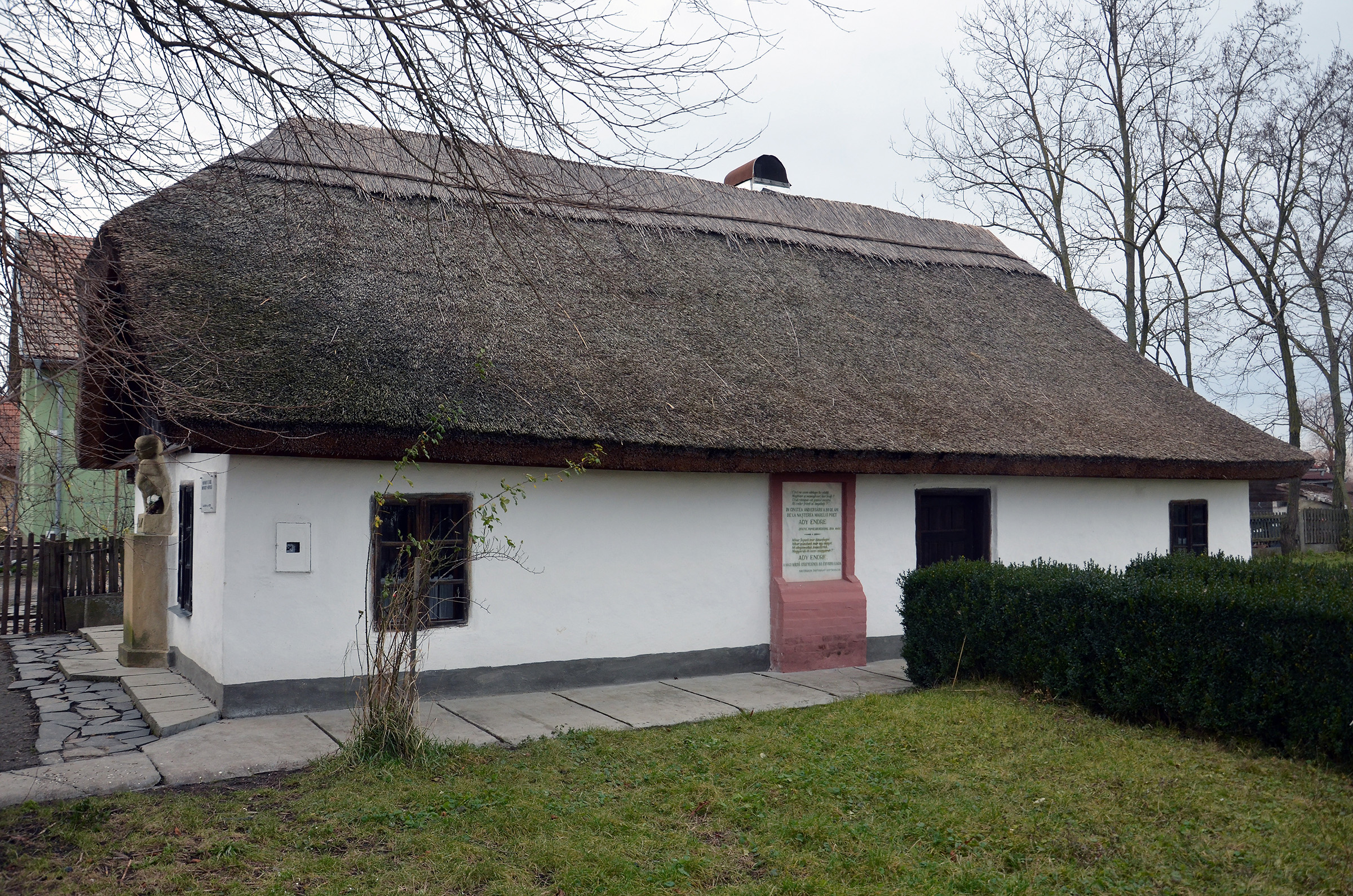
Geburtshaus von Endre Ady
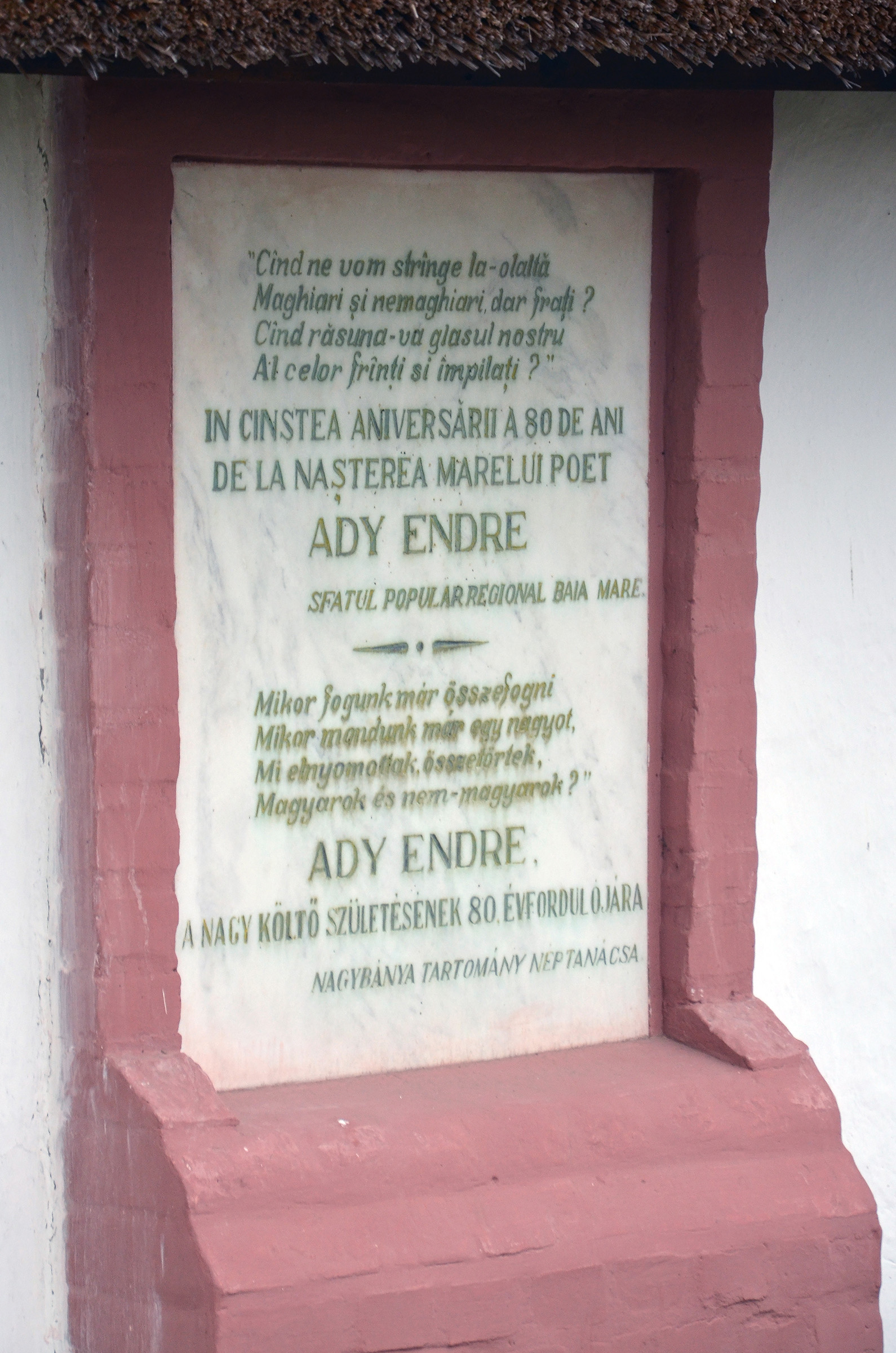
Gedenktafel

## Persönlichkeiten
- Endre Ady (1877–1919), ungarischer Dichter